# Korita (Lipik)
Korita is een plaats in de gemeente Lipik in de Kroatische provincie Požega-Slavonië. De plaats telt 3 inwoners (2001).